# Система комп'ютерної алгебри
Система комп'ютерної алгебри — це комп'ютерна програма чи пакет програм, що дозволяє виконувати найрізноманітніші математичні операції та перетворення алгебраїчних виразів заданих в чисельній та символьній (змінні, функції, поліноми, матриці тощо) формах. Сучасні системи містять функції практично з усіх розділів сучасної математики, підтримують інтерактивну візуалізацію, одну чи кілька мов програмування, і часто дозволяють комбінувати алгоритми, математичні формули, текст, графіку, діаграми чи анімацію зі звуком, а також результати обчислення в одному файлі.

## Основні можливості
- спрощення алгебраїчних виразів до стандартних форм, у тому числі автоматичне спрощення
- часткове і повне диференціювання
- розв'язок багатьох визначених та невизначених інтегралів (в тому числі багатовимірних інтегралів)
- розв'язок лінійних і деяких нелінійних рівнянь
- розв'язок багатьох диференціальних та різницевих рівнянь
- інтегральні перетворення
- операції з матрицями
- статистичні обчислення
- автоматичне доведення та перевірка теорем
- експорт оптимізованого коду в інші мови програмування

Додатково такі системи часто містять найрізноманітніші додатки для моделювання в біоінформатиці, обчислювальній хімії, фінансах, інженерних задач, та для фізичних обчислень; інтерфейс для багатьох баз даних, можливість паралельних та розподілених обчислень тощо.